# Айгедзор (Тавуш)
Айгедзо́р (арм. Այգեձոր) — село, находится на юго-востоке Тавушской области Армении. Расположено в 22 км к юго-востоку от близлежащего города Берд.

## География
Айгедзор — одно из больших сёл Тавуша, расположено на обоих берегах реки Ахинджи, на высоте 760 м над уровнем моря. Население Айгедзора составляет около 2,7 тыс. жителей, исключительно армяне. Климат субтропический, среднегодовая температура 14 °C, в январе около 0 °C, а в июле 23 °C. Расстояние до Еревана 223 км. В селе находится церковь Сурб Рипсиме (V—VI вв.). Из села действует автобусное движение в Ванадзор и Ереван.